# Cordax
Cordax (lat.) bzw. κόρδαξ (altgr.) ist die Bezeichnung für einen Tanz obszönen Charakters in der antiken Komödie.

## Etymologie und Wortbedeutung

### Griechisch
Die Herkunft des altgriechischen Wortes κόρδαξ ist nicht geklärt. Es ist dem poetischen Vokabular zuzurechnen. Denkbar, wenn auch vage, wäre noch die Herleitung von (altgr.) χορδή (Strick), weswegen der Cordax teilweise auch als Seiltanz angesehen wird, bei dem sich die Tänzer an einem Strick gemeinsam festhielten.

### Lateinisch
Die einschlägige Literatur verweist selbstverständlich auf die Herkunft des Wortes aus dem Griechischen. Metonymische Bedeutung erhält das Wort cordax als Trochäus aufgrund seines hüpfenden Rhythmus. Daher rührt auch die Redewendung cordaces sententiae, was zunächst trochäische = taumelnde, dann also haltlose Gedanken etc. sind. Nahezu einstimmig berichten Cicero (Cic. orat. 193) und Quintilian (Quint. inst. IX 4, 87) davon, dass Aristoteles den Trochäus als cordax bezeichnet.

## Literarische Fundstellen

### Wesen desCordax
Es wird angenommen, dass der Cordax wie auch andere Tänze von Instrumenten wie Flöten, Handtrommeln, Harfen, Kastagnetten, Zimbeln usw. begleitet wurde. Juvenal spricht in diesem Zusammenhang von einem Klappern, welches durch eine Art Scherben hervorgerufen wird (Iuv. XI, 172). Dies spielt zweifelsohne auf eine Begleitung durch Kastagnetten o. ä. an. Auch Lukian berichtet von diesen Instrumenten und führt weiter an, dass die Satyrn diesen Tanz erfunden hätten (Lukian. salt. 22 & 26).

### Tanz zum Vergnügen
Entgegen der Annahme, dass es sich bei dem Cordax alleine um einen Tanz aus dem Theaterwesen handle, lässt der Schriftsteller Petronius in der Erzählung Das Gastmahl des Trimalchio aus dem Roman Satyricon seine Hauptfigur Trimalchio dessen Frau Fortunata bei einer von ihm ausgerichteten Fress- und Sauforgie als beste Cordaxtänzerin bezeichnen (Petron. LII 8). Bei Theophrast findet sich die Anmerkung, dass nur Menschen mit unbeschwertem Charakter diesen Tanz tanzen (Theophr. char. VI, 3).
Auch Johann Gottfried Seume berichtet in seinem Werk Spaziergang nach Syrakus im Jahre 1802 im Kapitel Schottwien vom Tanz des '...ausgelassensten, ungezogensten Kordax'..., bei dem '...die Mädchen davonliefen und selbst der Sackpfeifer aufhörte.'.

### Kultische Bedeutung
In Pausanias’ Perihegese (Paus. VI 22,1) findet sich die Anmerkung, dass der Cordax der Göttin Artemis geweiht sei. Er soll aufgrund eines militärischen Sieges zu ihren Ehren in Elis entstanden sein. Deswegen trägt die Göttin den kultischen Beinamen κόρδαξ.

## Archäologische Zeugnisse
Karl August Böttiger beschreibt in einem Essay eine Vasenabbildung, die vermutlich den Cordaxtanz zeigt. Leider ist nicht nachvollziehbar, auf welche Abbildung sich Böttiger bezieht. Jedoch spricht er davon, dass die Akteure bei diesem Tanz Masken und vorgebunden einen überdimensionalen, roten, erigierten und infibulierten Penis tragen, was wohl zur Belustigung vor allem des weiblichen Publikums gedient haben soll. Böttiger bezieht sich dabei auf literarische Erwähnungen bei Aristophanes (Aristoph. nub. 530 ff.).

## Weitere Entwicklung
Vielleicht auch wegen seiner Begleitung durch Kastagnetten mag der Fandango als moderner Abkömmling des Cordax gelten. Auch in der Tarantella wird stellenweise ein Ableger des cordax gesehen. Aus literarischen Erwähnungen bei Rabelais, Holobolos, Metochites und Kokkinos darf man schließen, dass der cordax auch (noch) im Mittelalter getanzt wurde und wegen seiner Obszönitäten nach wie vor verpönt war.